# Делішес Орі
Делішес Орі (англ. Delicious Orie; 31 травня 1997, Москва) — британський боксер, призер чемпіонату Європи серед аматорів.

## Аматорська кар'єра
Делішес Орі народився у Москві у сім'ї батька-нігерійця і матері-росіянки, а у віці семи років разом із сім'єю переїхав до Бірмінгему, де після закінчення школи і почав займатися боксом. 
На чемпіонаті світу 2021 програв у другому бою Лазізбеку Муллажонову (Узбекистан).
На чемпіонаті Європи 2022 став бронзовим призером.
- В 1/8 фіналу переміг Оскара Сафаряна (Польща) — 5-0
- У чвертьфіналі переміг Берата Ачара (Туреччина) — 5-0
- У півфіналі програв Нелві Тяфак (Німеччина) — 0-5

Того ж року, здобувши перемоги над Найджелом Полом (Тринідад і Тобаго), Їла Мауу (Нова Зеландія) та Сагаром Ахлаватом (Індія), став чемпіоном Ігор Співдружності.
На Європейських іграх 2023 став чемпіоном і кваліфікувався на Олімпійські ігри 2024.
- В 1/16 фіналу переміг Марко Мілуна (Хорватія) — 4-0
- В 1/8 фіналу переміг Омара Шина (Норвегія) — 5-0
- У чвертьфіналі переміг Давида Чалояна (Вірменія) — 5-0
- У півфіналі переміг Йордана Ернандеса (Болгарія) — 5-0
- У фіналі переміг Мухаммада Абдуллаєва (Азербайджан) — 5-0

На Олімпійських іграх 2024 програв в першому бою Давиду Чалояну (Вірменія) — 2-3.